# Каш
Каш (тур. Kaş в переводе на русский - бровь) — город и порт на средиземноморском побережье Турции, центр одноимённого района провинции Анталья. Расположен в одной из самых южных точек полуострова Тэке в Турции, в 180 км на юго-запад от города Антальи.

## География
Город расположен на склонах гор, спускающихся к самому морю. Население занято, в основном, обслуживанием туристов, а также прибрежным рыболовством. Климат типичный средиземноморский: жаркое и сухое лето, мягкая и влажная зима. В округе выращиваются апельсины, лимоны и гранаты, а также другие фрукты и овощи. Вершины окружающих гор покрыты оливковыми рощами и колючим кустарником.
Для туристов построено множество небольших гостиниц, пансионов, кафе и ресторанов. В округе много частных вилл, принадлежащих немцам и англичанам.
Прибрежные воды считаются одним из наиболее привлекательных мест для дайвинга на средиземноморском побережье Турции.
Напротив бухты располагается греческий остров Кастелоризо — расстояние от порта до порта около 7 км. В летний сезон между городами курсируют несколько раз в неделю туристические катера.

## История

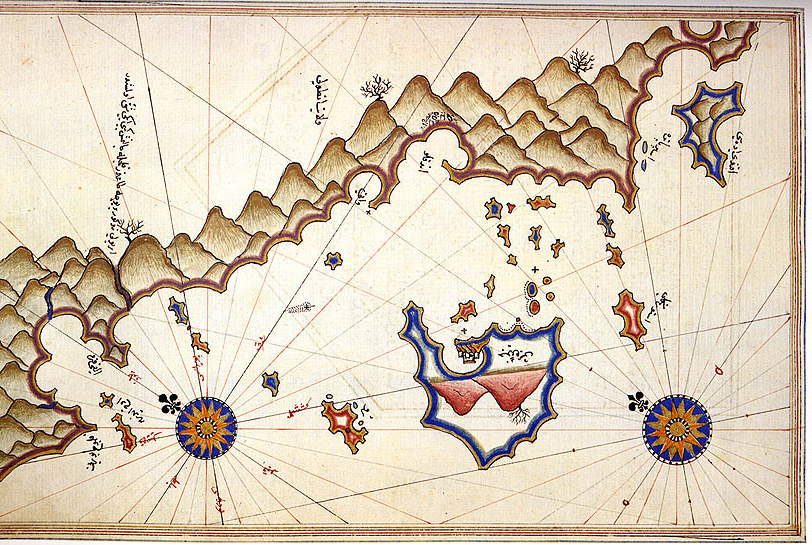
Каш и о. Кастелоризо на карте Пири-реиса

В IV в до н. э. на месте нынешнего города Каш был основан порт Антифеллос. Он был частью античного города Феллос. Антифеллос — означало «напротив Феллоса». В древности город был одним из важных торговых центров античной Ликии. Отсюда на экспорт отправлялась древесина из знаменитых кедровых лесов Ликии.

## Население
Согласно переписи 2007 года в городе проживает 5.922 человека, а вместе с окружающими деревнями — 49.629 жителей.

## Достопримечательности

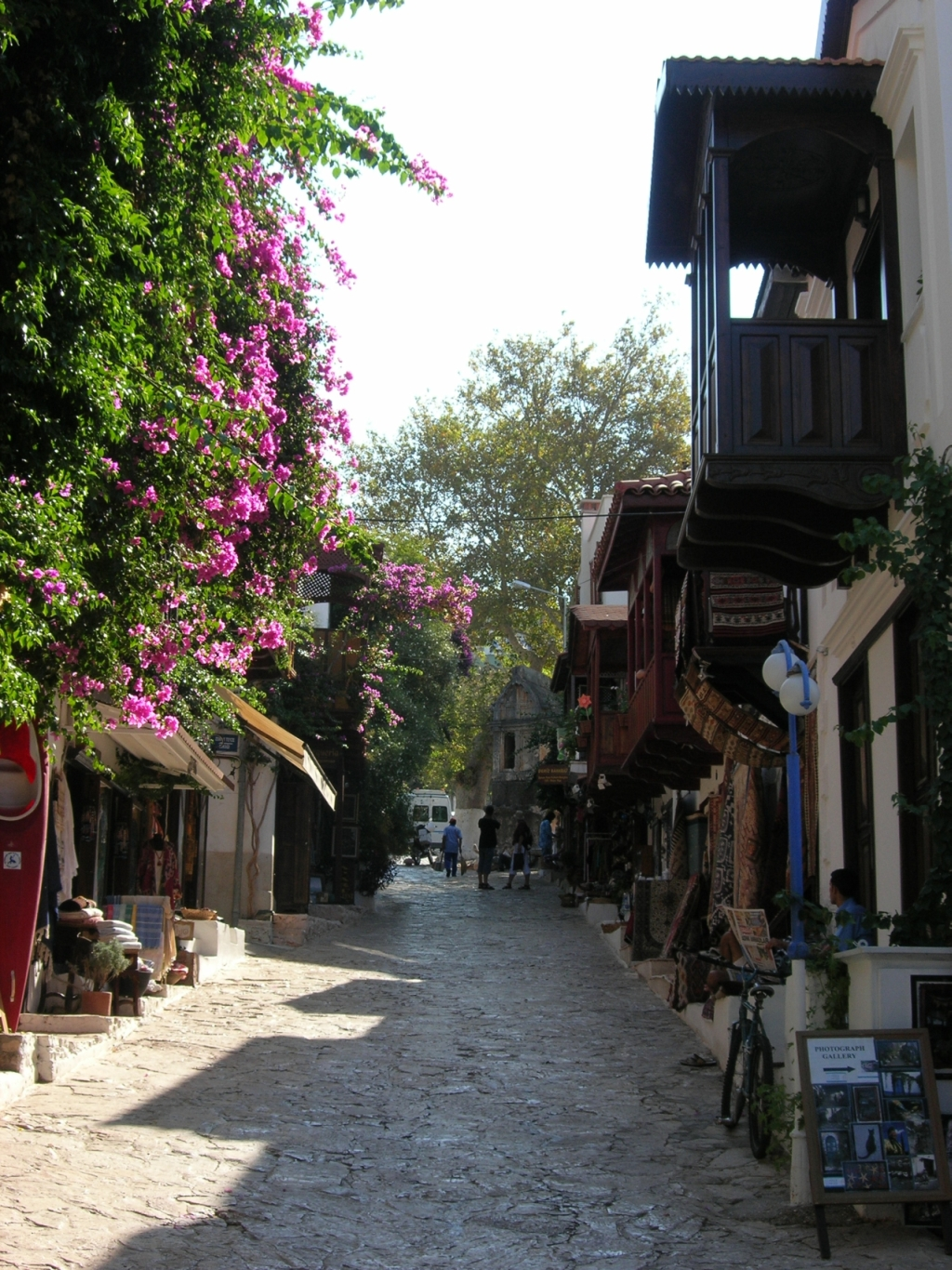
На улочках Каша

Несмотря на древнюю историю, в городе сравнительно мало античных руин. Сохранились остатки древнего храма (I век до н. э.) и маленького эллинистического амфитеатра на 4 000 зрителей, с 26 рядами зрительских мест.
В 100 м выше по склону над театром в скалу встроена дорическая гробница (IV в. до н. э.), украшенная изображениями 21 танцовщицы. Ещё более интересная гробница — двухэтажная ликийская гробница Льва, находится на противоположном конце города, в верхнем конце застроенной бутиками и дорогими антикварными магазинами. Название гробнице дали по четырём архитектурным рельефным украшениям, выполненным в форме львиных голов.

## Города-партнёры
- Брюль (Рейнланд)